# Saint-Michels gravhög
Saint-Michel gravhögen är en megalitgravhög som ligger i den nuvarande stadskärnan österut i Carnac i Bretagne, Frankrike. Det är den största gravhögen på den europeiska kontinenten. Den tillhör tillsammans med Tumiac-högen i Arzon och Mané er Hroëk högen i Locmariaquer de tre gigantiska högarna som kallas Carnac högarna. Den övre delen av högen har jämnats ut och ett litet kapell har byggts ovanpå år 1663.
Gravhögen byggdes under tiden 5 000 och 3 400 f.Kr.  Högen är byggd av jord och stenar och är hela 125 meter lång, 58 meter bred och 10 meter hög.  En undersökning gjordes 1862 under ledning av René Galles och då fann man en central gravkammare byggd i sten, en dös, som innehöll  prestigegravgåvor som yxor (så kallade kelter, den gamla termen för polerade yxhuvuden), pärlor, flintverktyg och sillimanit. i Frankrike har graven klassificerats som Monument historique  det vill säga ett nationellt kulturarv sedan 1889. Omkring år 1900 grävde arkeologen Zacharie Le Rouzic återigen ut Saint-Michel-högen och upptäckte en andra dös och femton mindre hällkistor, vilket avslöjade komplexiteten i detta monument.
- Se även: Carnac Stones

## Galleri

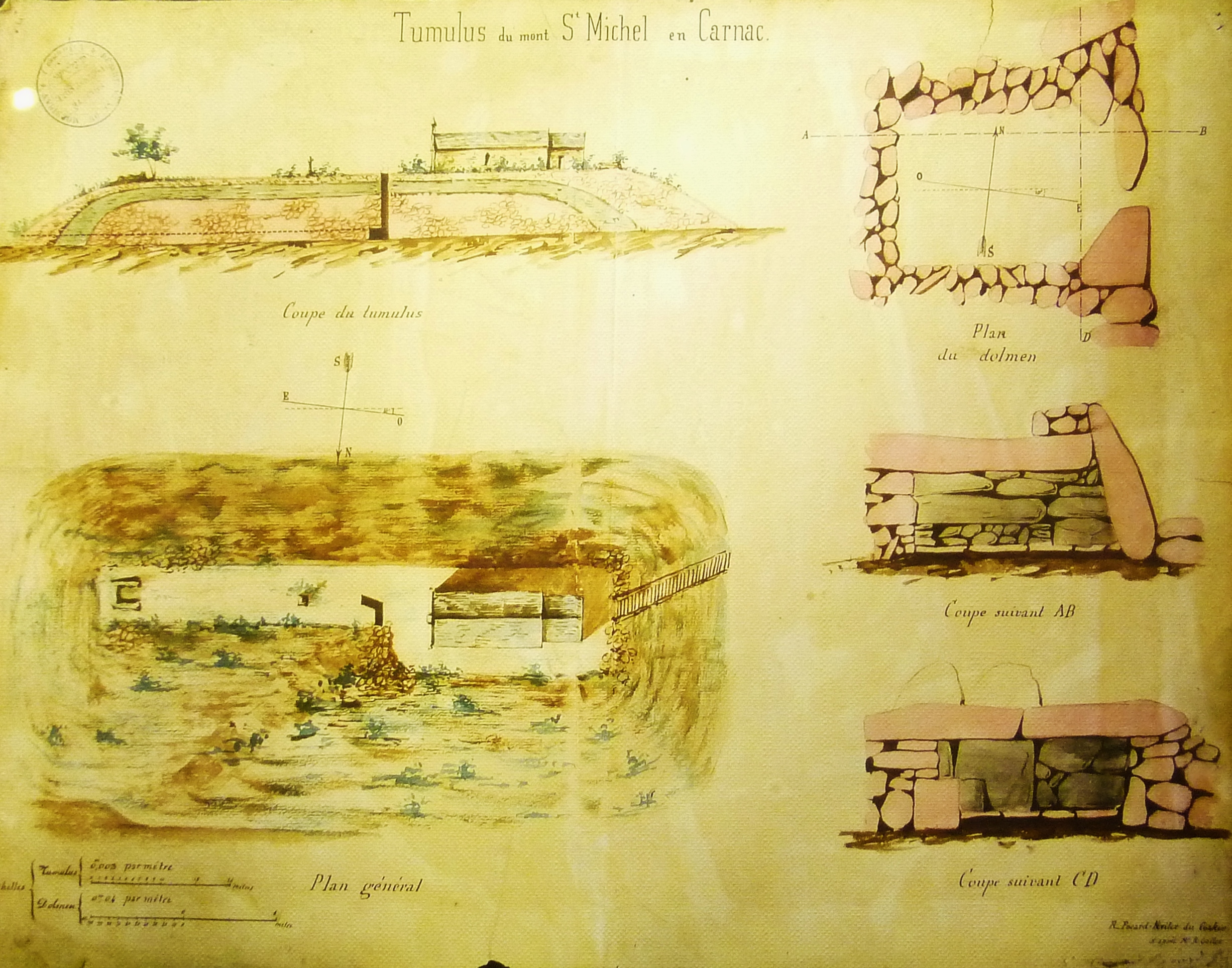
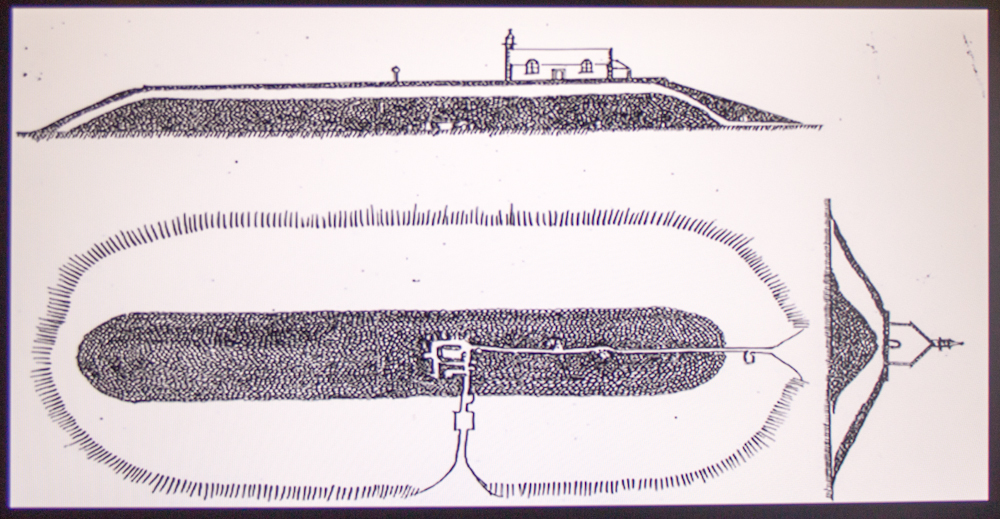
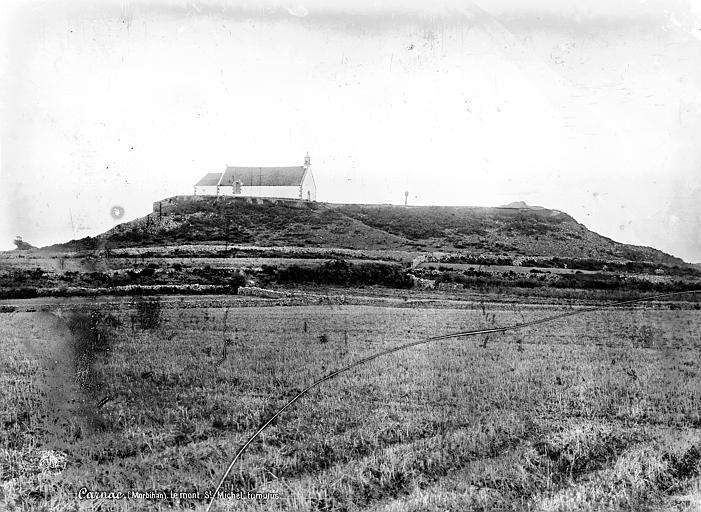
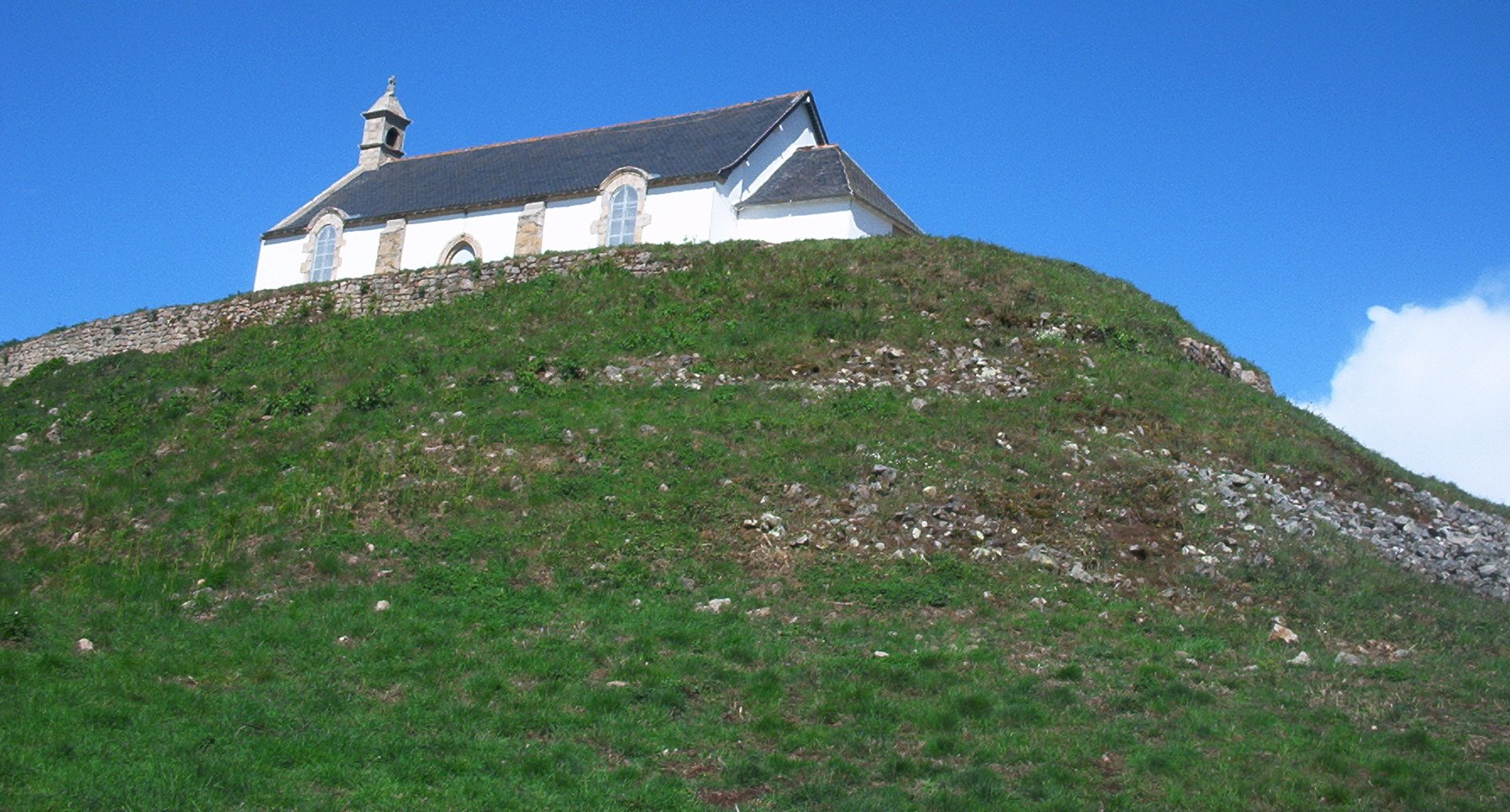
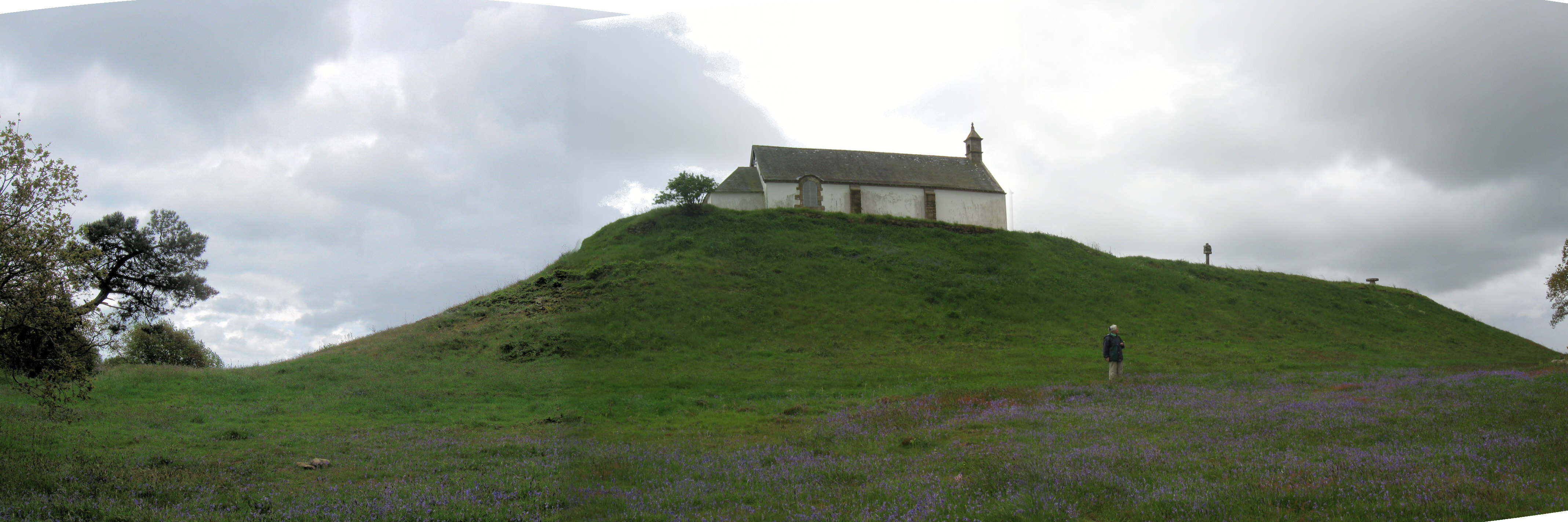
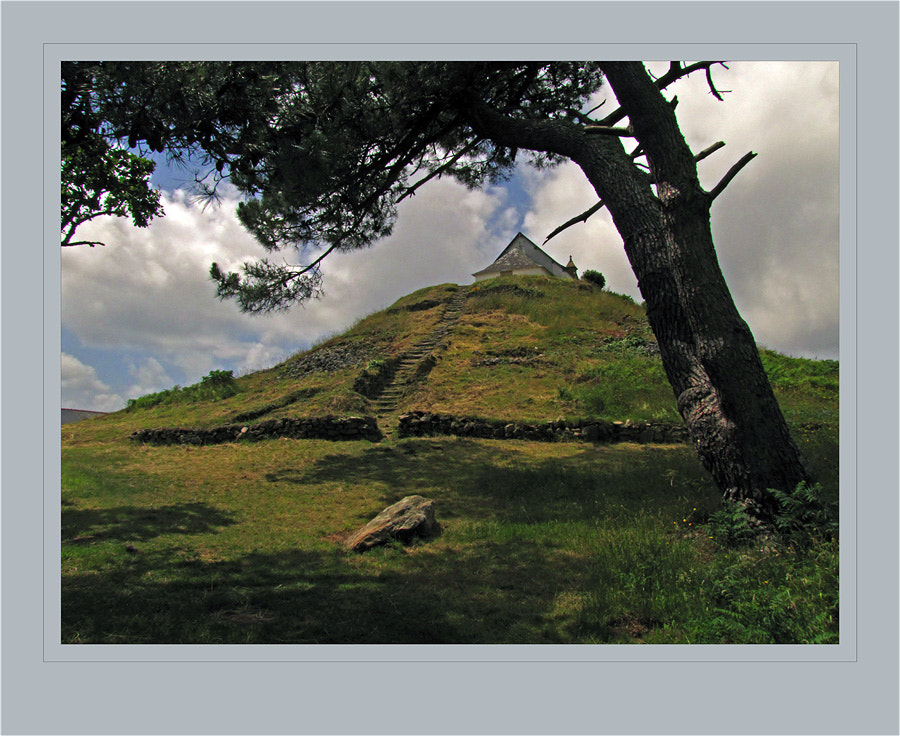
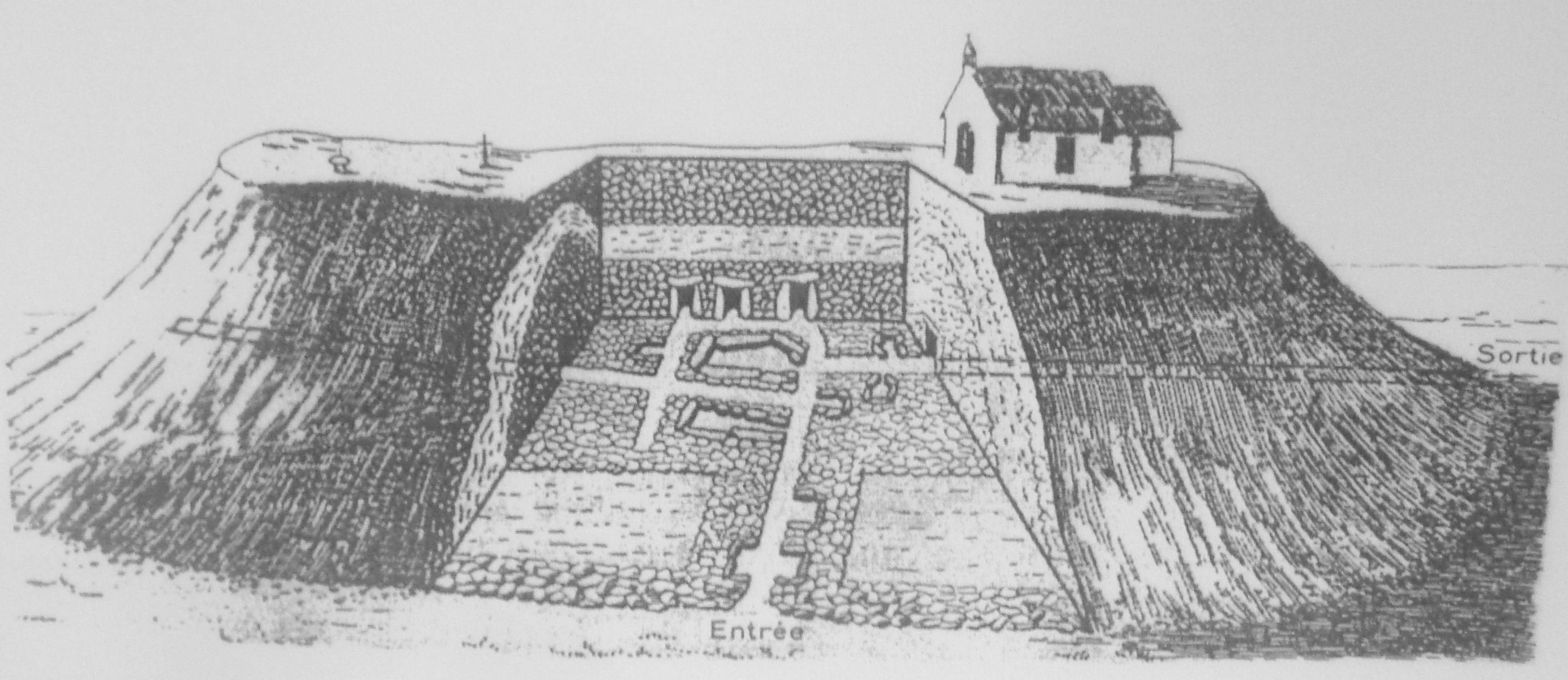
Saint-Michels högen  planitning av  Zacharie Le Rouzic
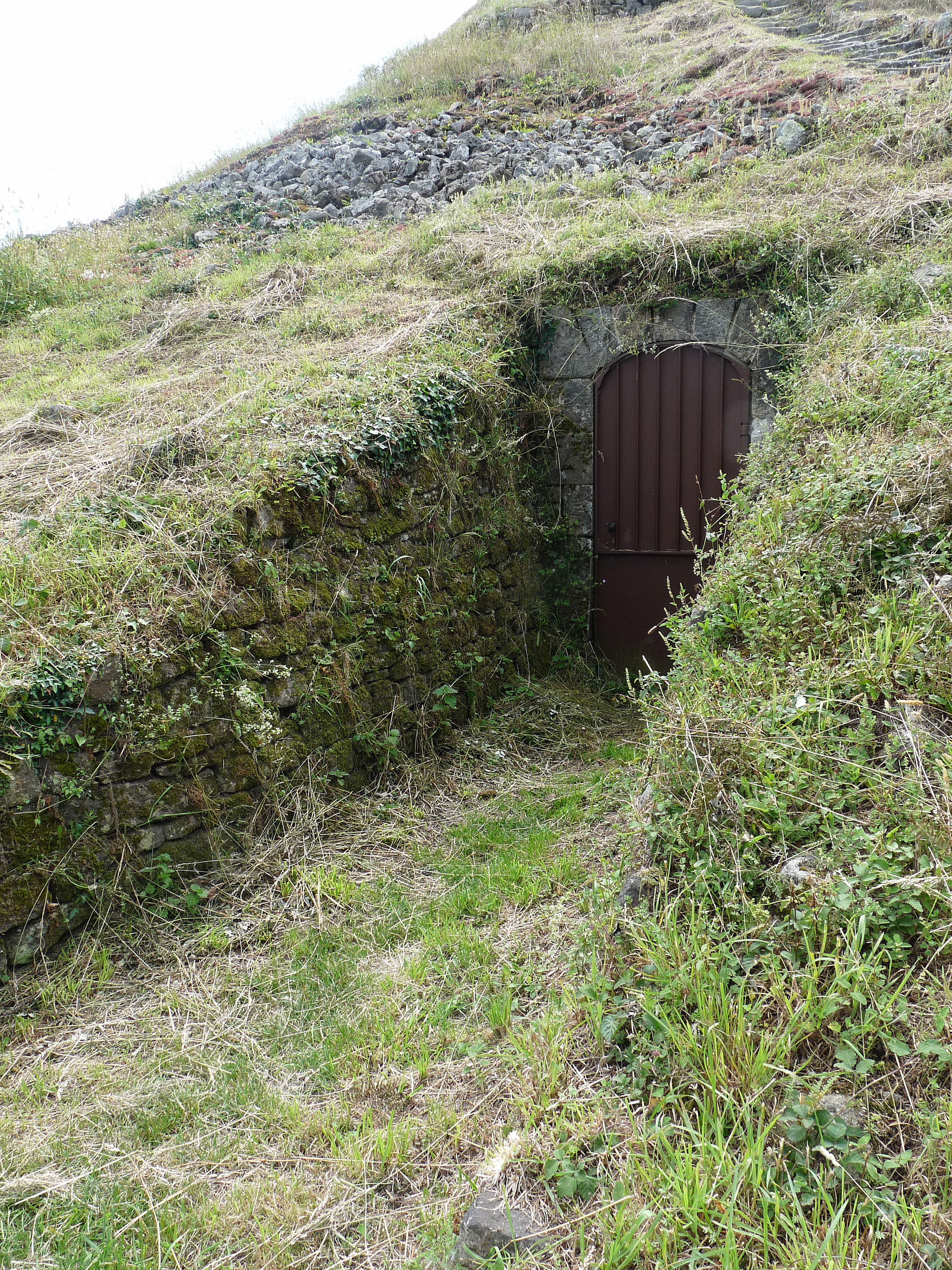
Utgråvningsingång till gravhögen
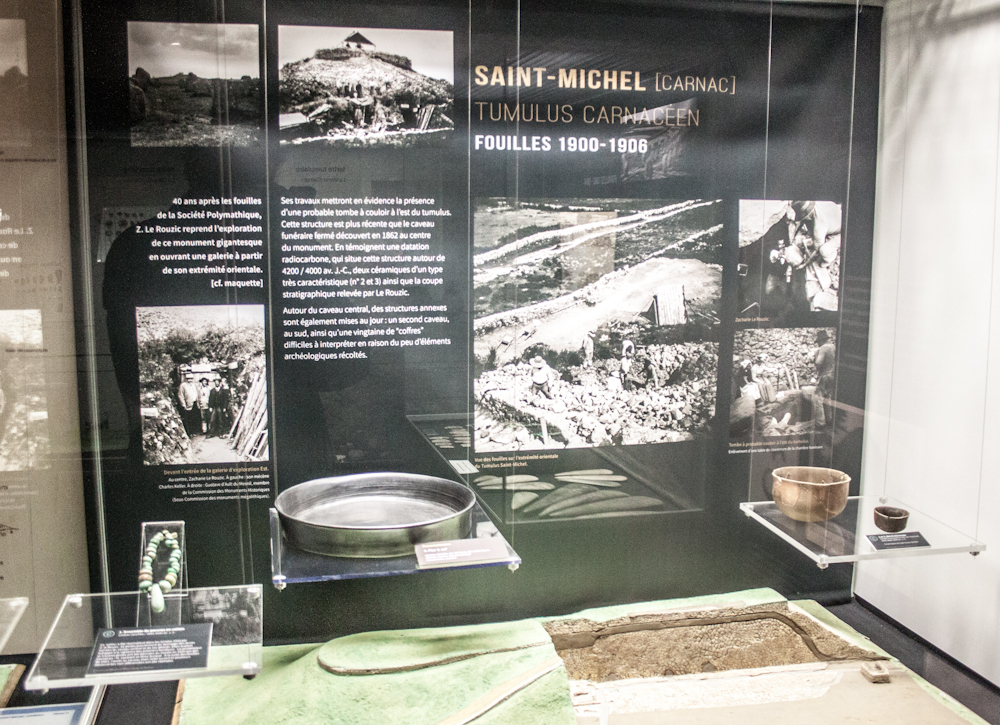
Fynd från Saint-Michels högen
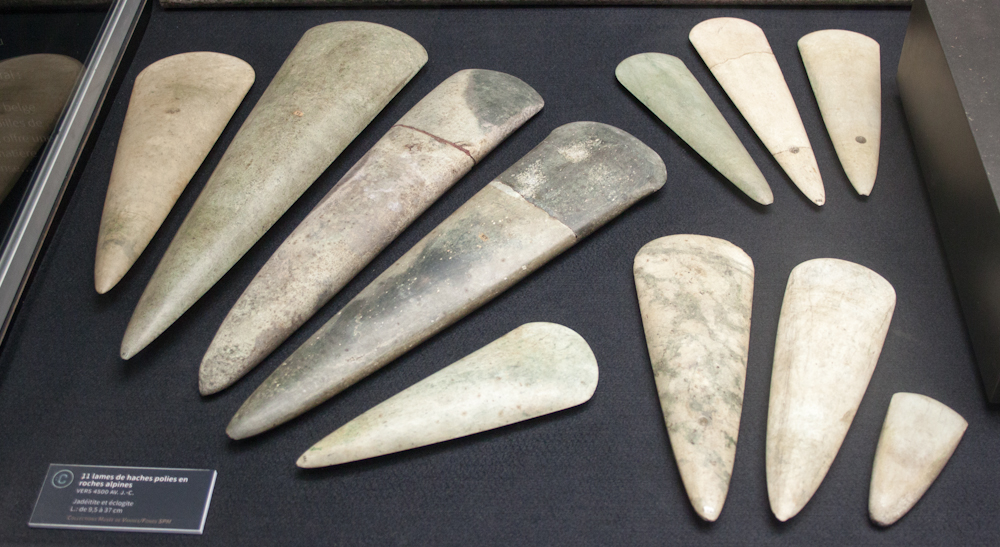
Jadeyxor från högen
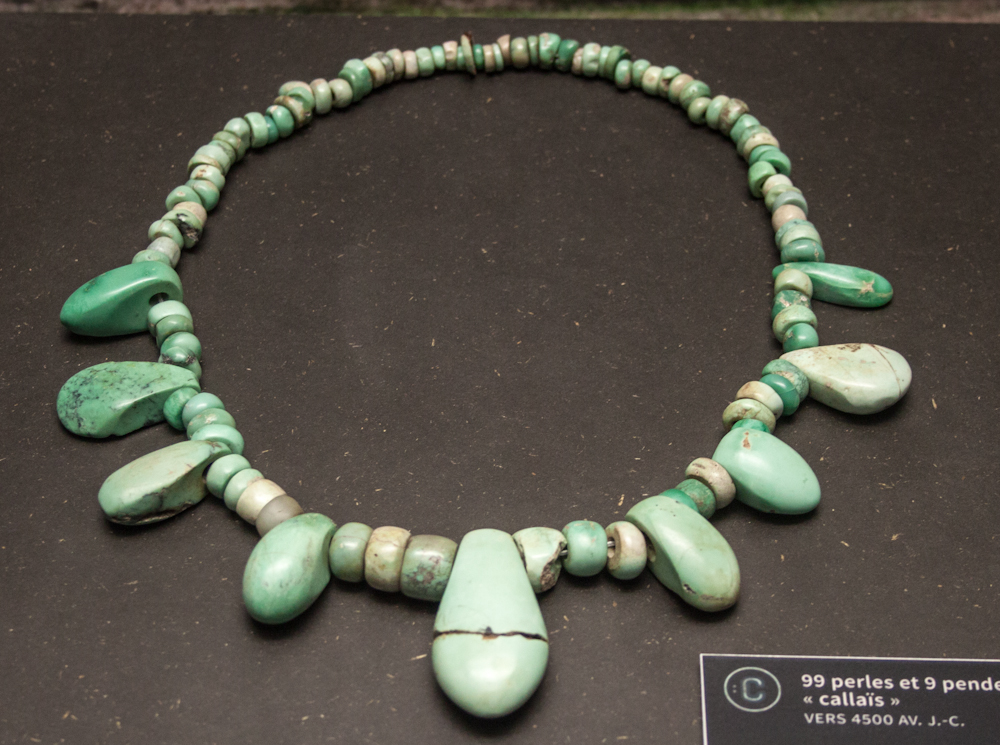
Halsband från högen
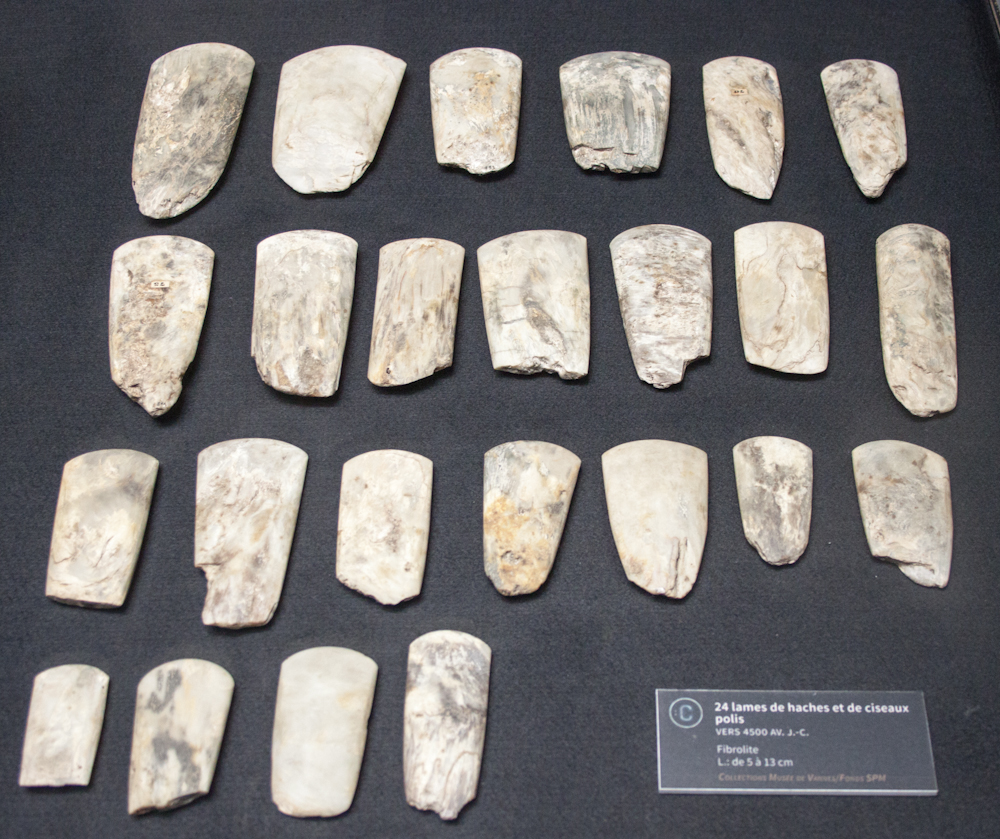
Trasiga stenyxor från högen